# مالکوم شباز
مالکوم شباز (به انگلیسی: Malcolm Shabazz) (زاده ۸ اکتبر ۱۹۸۴ در پاریس – درگذشته ۹ می ۲۰۱۳ در مکزیکوسیتی) نوه مالکوم ایکس بود. 

## زندگی
مالکوم لطیف شباز نوه دختری مالکوم ایکس بود. پدر وی یک مسلمان اهل الجزایر بود. چند ماهه بود به همراه مادرش از پاریس به لس آنجلس نقل مکان کرد. کمی بعد به نیویورک رفته و سپس در فیلادلفیا ساکن شدند.
او علاوه بر انگلیسی، بر زبان‌های فرانسه، اسپانیولی و عربی نیز مسلط بود.

## زندان
او در سال ۲۰۰۲ به خاطر دزدیدن ۱۰۰ دلار دستگیر شد و مجرم شناخته شده و به سه سال و نیم زندان محکوم شد. او دوباره در سال ۲۰۰۶ به خاطر شکستن شیشه یک مغازه دستگیر شد.
مالکوم در مصاحبه با نیویورک تایمز در سال ۲۰۰۳ و در زمانی که ۱۸ ساله بود، ماجرا و حادثه آتش گرفتن خانه مادربزرگش را تعریف کرده‌است.
شباز توضیح می‌دهد به خاطر دوری از مادرش، پریشان و غمگین بود و در عالم کودکی خود اندیشیده که هر چقدر کارهای شیطنت آمیزتری انجام دهد، مادر بزرگ و عمه‌هایش مجبور می‌شوند وی را نزد مادرش بفرستند. با این تفکرات، در سال ۱۹۹۷ در حالی که ۱۲ ساله بود خانه مادربزرگش را به آتش کشید. وی در این مصاحبه از وقوع حادثه مزبور، ابراز پشیمانی و تاسف می‌کند. او در زندان به تشیع گرایش پیدا می‌کند.

## سفر حج
او در مصاحبه با روزنامه «بی ویو» چاپ سان فرانسیسکو که روزنامه ملی سیاهان آمریکایی است، دربارهٔ سفر خود به مدینه و مکه صحبت می‌کند. در این مصاحبه وی عنوان می‌دارد که به کشورهای زیادی در غرب آسیا نظیر امارات، اردن، لبنان و سوریه سفر کرده‌است.

## دستگیری
به گزارش پرس تی وی شباز در فوریه ۲۰۱۳ هنگامی که قصد سفر به ایران و شرکت در همایش هالیودیسم را داشت از سوی اف‌بی‌آی دستگیر شد. دو روز پس از پخش گسترده این خبر، خانواده او گزارش پرس تی‌وی را نادرست دانسته و با تأیید خبر دستگیری او اعلام کردند که دستگیری‌اش ربطی به اف‌بی‌آی یا ایران نداشته‌است.

## درگذشت
مالکوم برای سخنرانی به مکزیک دعوت شده‌بود. در تاریخ ۹ می ۲۰۱۳ در این کشور در یک کافه پس از درگیری بر سر صورتحساب ۱۲۰۰ دلاری به قتل رسید .
جنازه وی سرانجام به نیویورک منتقل و در قبرستان هارتس‌دیل در کنار قبر مالکوم ایکس دفن شد.

## تالیفات
وی در حال اتمام دو کتاب یکی در مورد اسلام و دیگری در مورد خاطراتش بود.

## اظهار نظر دیگران
- اتان توماس بسکتبالیست آمریکایی بر این باور است که کسانی در خصوص شخصیت مالکوم شباز نظر می‌دهند که چیز زیادی در خصوص او نمی‌دانند. از نظر توماس، شباز دارای قلبی از طلا بوده‌است.